# Gunnel Biberfeld
Gunnel Biberfeld, född Wikström 1936, gift med professor Peter Biberfeld, blev legitimerad läkare 1963 och sedan specialist i såväl klinisk virologi som klinisk immunologi. Hon disputerade 1971 vid Karolinska Institutet över en avhandling om mykoplasmabakterien Mycoplasma pneumoniae, en bakterie som orsakar framför allt lunginflammation. Hon blev professor i klinisk immunologi vid Statens Bakteriologiska Laboratorium, senare omorganiserat till Smittskyddsinstitutet och var verksam där som anställd till pensioneringen och fortsatte sedan som emerita. I och med uppkomsten av hiv-pandemin kom hennes forskning att väsentligen inriktas på hiv-smittan och den fick internationellt genomslag med stöd från bland andra stiftelsen Bill & Melinda Gates Foundation.
Gunnel Biberfeld är dotter till direktör Herbert Wikström och Elvi Andersson samt syster till konsertpianisten Inger Wikström.

## Arbetsmetod
Biberfeld var resultatinriktad, snabb och hade stor arbetskapacitet, därav smeknamnet "The speedy Lady" som hon fick under sitt arbete i Tanzania och 2020 fanns i PubMed mer än 300 artiklar registrerade med henne som författare eller medförfattare, varav 14 från år 2015 och senare. Hon arbetade både med laboratoriediagnostik, fältundersökningar och påverkan för att försöka engagera inflytelserika personer, så att forsknings- och projektresultat kunde omsättas i praktiken och att politiska beslut kunde påverkas.  

## Hiv-arbete
Biberfeld var bland de första i Sverige som i arbetet kom i kontakt med den sjukdom som orsakade minskat antal CD4-positiva T-lymfocyter, senare kallad HIV, vilket därefter blivit hennes huvudsakliga arbetsfält där hon nått internationell ryktbarhet. Ett av de första internationella arbetena med HIV blev ett SIDA/SAREC-projekt startades 1986 i den Tanzaniska Kageraregionens huvudstad Bukoba, det område i landet där man först hade identifierat den kliniska sjukdomen AIDS. Projektet visade att 24% av befolkningen var hiv-positiv och nästan 30% av de unga kvinnorna var det. Biberfeld och medarbetare arbetade sedan med verksamheter dels för att förebygga smitta mellan mor och barn och dels med försök att framställa hiv-vaccin. Det förstnämnda var lyckosamt med antivirala medel, så kallade bromsmediciner till mamman före och efter förlossningen, vilket kraftigt minskade smittöverföringen till det nyfödda barnet, medan aids-vaccinet inledningsvis visade god skyddseffekt vid laboratorietester men vid klinisk prövning, under så kallad fas 2-prövning, påvisades ökad mottaglighet för hiv-smitta, varför undersökningen avbröts i förtid.